# El Valle
El Valle è un comune spagnolo di 1 143 abitanti situato nella comunità autonoma dell'Andalusia.

## Amministrazione

### Gemellaggi
- Villeneuve-la-Rivière